# Vincenc Beneš
Vincenc Beneš (geboren 22. Januar 1883 in Lišice, Österreich-Ungarn; gestorben 27. März 1979 in Prag) war ein tschechischer Maler und Grafiker der Moderne.

## Leben
Beneš studierte ab 1902 an der Prager Kunstakademie und von 1904 bis 1907 an der Akademie der Bildenden Künste bei Vlaho Bukovac und Rudolf Otto von Ottenfeld. Er schloss sich 1907 an die Gruppe „Osma“ („Die Acht“) an, die von Emil Filla zusammen mit Bohumil Kubišta, Emil Artur Pittermann,  Otakar Kubín, Bedřich Feigl, Max Horb, Willi Nowak und Antonín Procházka gegründet worden war. Mit diesen zeigte er sich den neuen Kunstströmungen des Kubismus und Fauvismus gegenüber aufgeschlossen und wurde wie Filla, Kubin und Procházka im Jahr 1913 von Herwarth Walden zum Ersten Deutschen Herbstsalon nach Berlin eingeladen, wo er einen weiblichen Torso, zwei Radierungen und zwei Stillleben zeigte, eines davon fand eine Abbildung im Katalog.
Er gehörte in Böhmen zu den Hauptvertretern des Kubismus, nahm später Einflüsse des Expressionismus auf und dann wieder des Post-Impressionismus. Später wandte er sich dem Neoklassizismus zu und fertigte Gemälde für die Innenausstattung des Nationaltheaters, welches ihn 1938 auch mit dem Bühnenbild für eine Inszenierung der tschechischen Nationaloper Die verkaufte Braut beauftragte.
Von 1909 bis 1911 und dann wieder von 1917 bis 1949 war er Mitglied der nach Josef Mánes benannten, 1887 gegründeten  tschechischen Künstlervereinigung Spolek výtvarných umělců Mánes. 1925 wurde er korrespondierendes Mitglied des Hagenbundes in Wien. 1933 wurde Beneš in die Tschechischen Akademie der Wissenschaften und Künste aufgenommen. Nach dem Zweiten Weltkrieg wurde er in der Tschechoslowakei 1954 zum „Verdienten Künstler“ und 1963 zum „Künstler des Volkes“ ernannt.

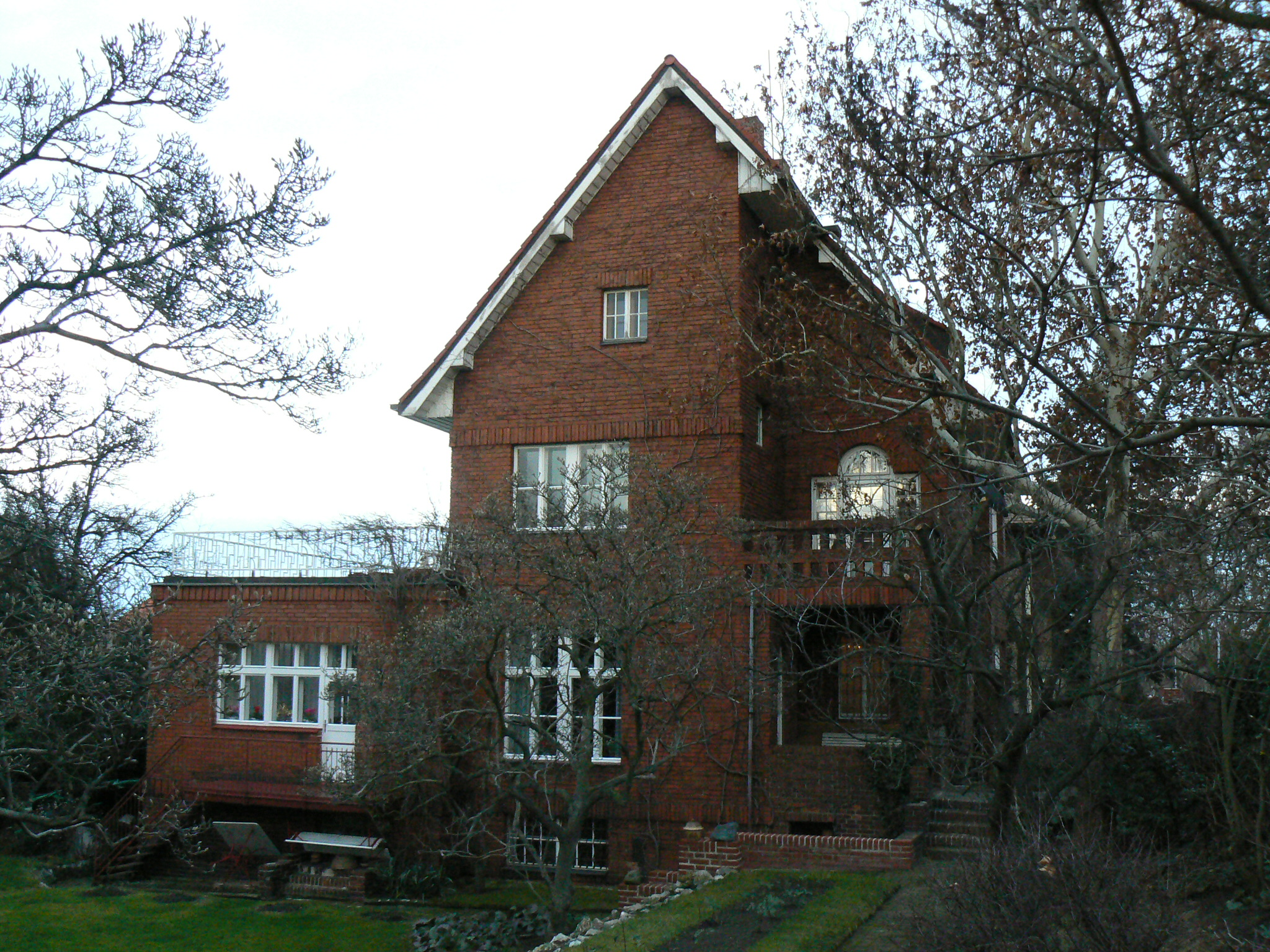
Wohnhaus in Ořechovka